# Cubla
Cubla is een gemeente in de Spaanse provincie Teruel in de regio Aragón met een oppervlakte van 48,63 km². Cubla telt 52 inwoners (1 januari 2016).

## Demografische ontwikkeling
Bron: INE, 1857-2011: volkstellingen